# Messier 86
Messier 86 (také M86 nebo NGC 4406) je čočková galaxie (případně eliptická galaxie) v souhvězdí Panny. Objevil ji Charles Messier 18. března 1781. Galaxie je od Země vzdálená okolo 56 milionů ly
a je jedním z nejjasnějších členů Kupy galaxií v Panně.

## Pozorování

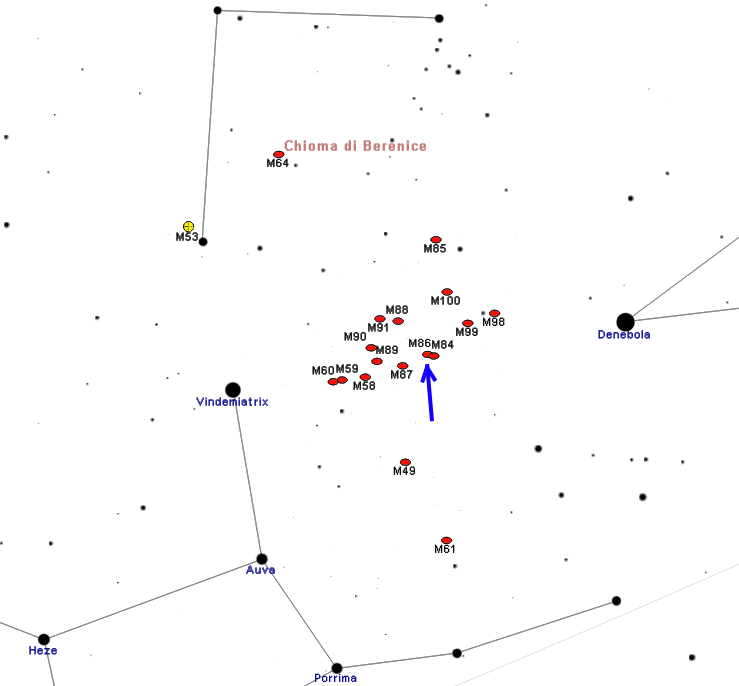
Poloha M 86 v souhvězdí Panny

M86 leží mezi souhvězdími Panny a Vlasů Bereniky v oblasti oblohy bez výrazných hvězd. Je možné ji najít přibližně v polovině spojnice hvězd Vindemiatrix (ε Virginis) a Denebola (β Leonis). Se sousední galaxií Messier 84 tvoří pár, který se společně vejde do zorného pole většiny hvězdářských dalekohledů. Triedrem je však viditelná pouze pod dokonale čistou oblohou a za vhodných podmínek, přestože je trochu jasnější než sousední galaxie M84. Její galaktické halo je viditelné dalekohledy o průměru 200 mm, ve kterých vypadá jako jasná skvrna, která se na okraji postupně ztrácí v okolní obloze. Její jádro je ovšem jasné. V jejím okolí je možné pozorovat i další galaxie, jako například NGC 4388 nebo NGC 4402.
Galaxii je možné snadno pozorovat z obou zemských polokoulí a ze všech obydlených oblastí Země, protože má pouze mírnou severní deklinaci. Přesto je na severní polokouli lépe pozorovatelná a během jarních nocí tam vychází vysoko na oblohu, zatímco na jižní polokouli v oblastech více vzdálených od rovníku zůstává poněkud níže nad obzorem. Nejvhodnější období pro její pozorování na večerní obloze je od března do srpna.

## Historie pozorování

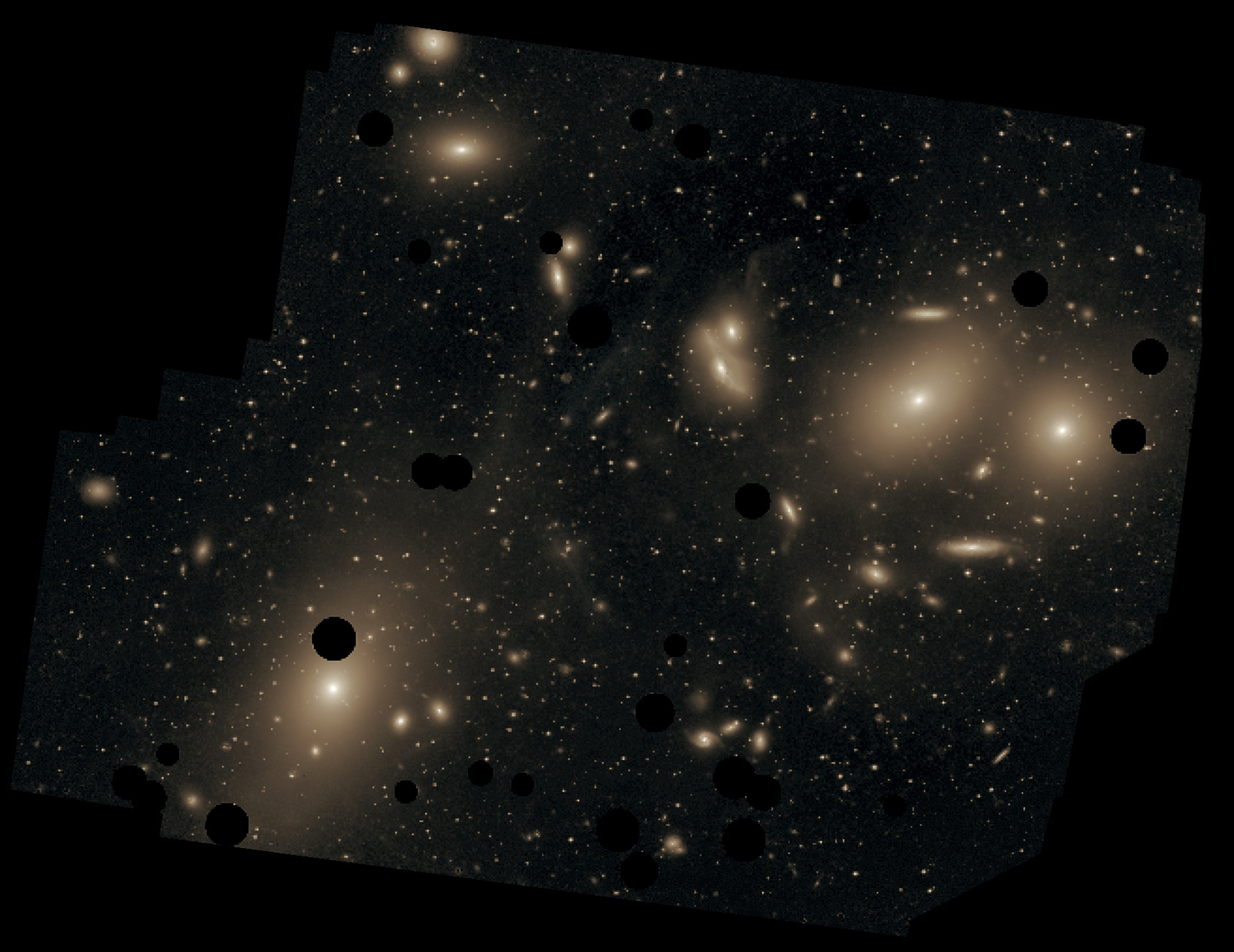
Snímek středu Kupy v Panně. M86 je druhá jasná galaxie zprava. Autor: Chris Mihos (Case Western Reserve University)/ESO

Tuto galaxii objevil Charles Messier 18. března 1781 a popsal ji kulatou mlhovinu bez hvězd s jasným středem a obklopenou slabým halem. Do svého katalogu ji zařadil pod číslem 86. Ve stejný den do katalogu zapsal ještě dalších 7 mlhavých objektů ležících v této oblasti oblohy, což jsou také členové Kupy galaxií v Panně, a navíc kulovou hvězdokupu Messier 92. M86 a sousední M84 John Herschel shodně popsal jako velmi jasný rozsáhlý kulatý oblak nerozložitelný na hvězdy a s velmi světlým středem.

## Vlastnosti
Vzdálenost této galaxie nebyla dlouho přesně známa, protože se k Zemi přibližuje poměrně vysokou rychlostí 183 km/s
(některé prameny uvádí až 419 km/s), což je v rozporu s Kupou galaxií v Panně, která se od Země naopak vzdaluje. Byla tak podezřívána, zda z kupy neuniká a nenachází se v jejím popředí - při svém pohybu prostorem směřuje přímo k Zemi. Tato rychlost je však pravděpodobně způsobena silným působením gravitace mezi galaxiemi v kupě a mohla ji získat při blízkém průchodu středovou oblastí kupy.
Podle Hubbleovy klasifikace galaxií je M86 čočkovou nebo eliptickou galaxií, stejně jako M84, se kterou má společnou také tu vlastnost, že má rozsáhlý systém kulových hvězdokup. M86 je součástí Markarianova řetězu, který obsahuje 8 galaxií a táhne se od M84 po NGC 4477.

### Knihy
- O'MEARA, Stephen James. Deep Sky Companions: The Messier Objects. New York: Cambridge University Press, 1998. Dostupné online. ISBN 0-521-55332-6. (anglicky)

### Mapy hvězdné oblohy
- Toshimi Taki. Taki's 8.5 Magnitude Star Atlas [online]. 2005 [cit. 2018-04-17]. Dostupné v archivu pořízeném dne 2018-11-05. (anglicky) - Atlas hvězdné oblohy volně stažitelný ve formátu PDF.
- TIRION; RAPPAPORT; LOVI. Uranometria 2000.0 - Volume I - The Northern Hemisphere to -6°. Richmond, Virginia, USA: Willmann-Bell, inc., 1987. Dostupné online. ISBN 0-943396-14-X.
- TIRION; SINNOTT. Sky Atlas 2000.0. 2. vyd. Cambridge, USA: Cambridge University Press, 1998. ISBN 0-933346-90-5.
- TIRION. The Cambridge Star Atlas 2000.0. 3. vyd. Cambridge, USA: Cambridge University Press, 2001. Dostupné online. ISBN 0-521-80084-6.